# Macropòdids
Els macropòdids (Macropodidae) són la segona família més gran de l'ordre dels marsupials. La família dels macropòdids està formada per unes 54 espècies dividides en 11 gèneres. Els macropòdids viuen a Austràlia, Nova Guinea i altres illes de la zona.

## Subfamílies i gèneres
- Subfamília Lagostrophinae
  - Gènere Lagostrophus
  - Troposodon †
  - Tjukuru †
- Subfamília Macropodinae
  - Gènere Dendrolagus
  - Gènere Dorcopsis
  - Gènere Dorcopsulus
  - Gènere Lagorchestes
  - Gènere Macropus
  - Gènere Notamacropus
  - Gènere Onychogalea
  - Gènere Osphranter
  - Gènere Petrogale
  - Gènere Setonix
  - Gènere Thylogale
  - Gènere Wallabia
- Subfamília Sthenurinae †
  - Gènere Simosthenurus †
  - Gènere Sthenurus †